# ضميات مشابهة للعلق (رتبة)
ضميات مشابهة للعلق (الاسم العلمي: Bdellovibrionales) هي رتبة من البكتيريا، سلبية الغرام، تتبع طائفة متقلبات دلتا.